# Matschwitz

Maisäß Matschwitz im Winter; Blick Richtung Nordwest, auf die Mittelstation der Golmerbahn.

Matschwitz (in der Schweiz auch „Matschwyz“ genannt) ist ein Ortsteil der Gemeinde Tschagguns im Montafon. Er befindet sich oberhalb des Ortskerns auf etwa 1520 Meter, mitten im Ski- und Wandergebiet Golm.

## Lage
Zu erreichen ist Matschwitz entweder zu Fuß über einen Forstweg, etwa 45 Minuten von Latschau aus oder mit der Golmerbahn. Es gibt heute dort etwa 20 Häuser, welche vorwiegend als Ferien- oder Urlaubsdomizil genutzt sind. Diese Siedlungsform wird im Montafon Maisäß genannt.

## Vegetation

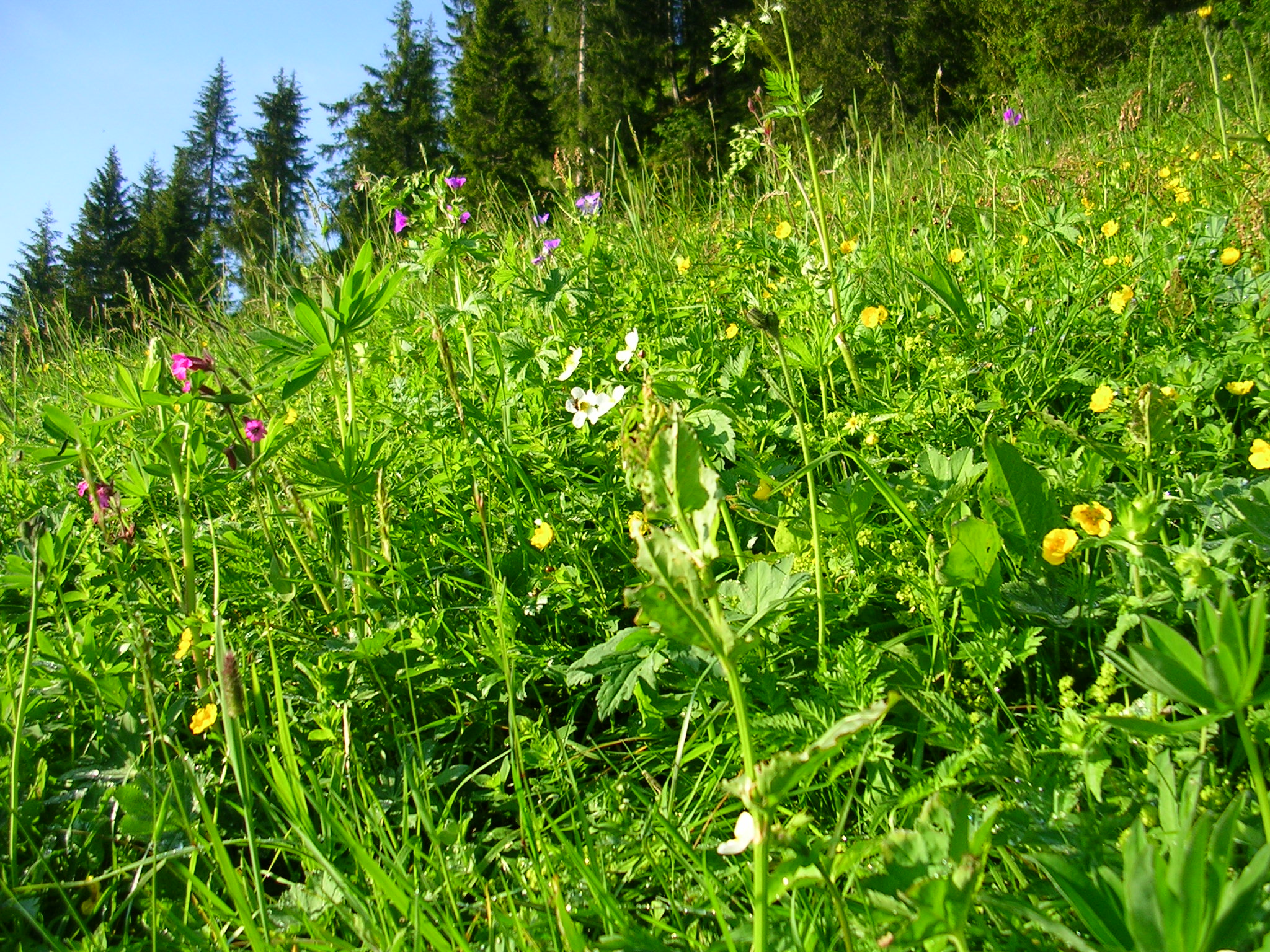
Blühende Sommerwiese auf Matschwitz

Das Vegetationsbild der Berghänge hier in der hochmontanen bis subalpinen Stufe (etwa 1200 bis 2000 Meter) wird vom zonalen Nadelwald bestimmt. Die spitzkronige Höhenrasse der Fichte dominiert die Baumschicht.
Teilweise durch menschliche Förderung sind heute feuchte, nährstoff- und basenreiche Standorte von Bergahorn bestockt. Auf ärmeren und sauren Böden ist auch die Vogelbeere im Waldbild anzutreffen.
Entsprechend dem geologischen Untergrund, der Bodenbeschaffenheit und der Höhenlage stellt sich auf den waldfreien Flächen, vor allem an den Südhängen, eine kleinstrukturierte und artenreiche Krautvegetation ein.
Es finden sich Alpen-Steinquendel, Berg-Distel, Blaubeere, Frühlingsenzian, Gemeine Kuhblume, Herbstheide, Rostblättrige Alpenrose, Scharfer Hahnenfuß, Silberdistel u. a.